# Рудолф Фиртл
Рудолф Фиртл (Швехат, 12. новембар 1902 — 9. децембар 1981) био је аустријски фудбалски нападач који је играо за Аустрију на Светском првенству у фудбалу 1934. године. Играо је и за Аустрију из Беча.